# Leah Leneman
Leah Leneman (California, 3 de marzo de 1944 – 26 de diciembre de 1999) fue una historiadora popular y escritora de cocina estadounidense. En su obra se destaca la historia de Escocia, principalmente la lucha por el sufragio femenino.

## Biografía
Leah Leneman nació en California, de ascendencia europea. Fue criada en Los Ángeles, y recibió su educación en una escuela privada anglo-hebrea. A comienzos de la década de 1960 se embarcó en una carrera como actriz en Nueva York, trasladándose posteriormente en Islington, Londres (Tower Theatre). 
Leneman se volvió vegetariana por la influencia del movimiento hinduista Vdanta, y posteriormente publicó libros sobre cocina.
También fue una de las escritoras pioneras sobre la historia de las mujeres en Escocia. Recibió una clase de educación para adultos y desarrolló su interés hacia la historia de Escocia, y posteriormente en 1975, después de tomar el nivel A, se matriculó como estudiante madura en la Universidad de Edinburgo. Ante una amplía audiencia, Leneman presentó muchos aspectos de la historia social de Escocia desde el siglo XVII hasta el siglo XIX. Trabajó en la historia de las mujeres en Escocia y siguió publicando numerosos libros.

## Publicaciones
- Living in Atholl: a social history of the estates, 1685–1785 (1986)
- Sexuality and Social Control, Scotland 1660–1780 (1989)
- Fit for Heroes: Land settlement in Scotland after World War I  (1989)
- In the Service of Life: the story of Elsie Inglis and the Scottish women's hospitals (1994)
- A Guid Cause: the Women's Suffrage Movement in Scotland (1995)
- Sin in the City  (1998)
- Girls in Trouble (1998)
- Alienated Affections: the Scottish experience of divorce and separation, 1684–1830 (1998)[5]